# Luweero (district)
Le district de Luweero est un district d'Ouganda. Sa capitale est Luweero.

## Histoire
Le district a été le site principal de la guerre de brousse ougandaise au début des années 1980.